# Christen Thomsen Barfoed
Christen Thomsen Barfoed, född den 16 juni 1815 i Stege, död den 30 april 1889 i Köpenhamn, var en dansk kemist.
Barfoed blev student 1832 och undergick 1835 farmaceutisk samt 1839 polyteknisk examen, varefter han med offentligt understöd några år studerade kemi i utlandet. 1845 blev Barfoed docent vid veterinärskolan i Köpenhamn och 1848 lektor vid lantbrukshögskolan, varjämte han under 1850-59 var lärare i kemi vid krigshögskolan.
De viktigaste av Barfoeds utgivna arbeten är Lærebog i den analytiske chemi. Prøvemidlerne og den uorganiske qvalitative analyse (1863; 2:a upplagan 1880) och De organiske stoffers qvalitative analyse (1867-77; översättning till tyska 1881); bägge utmärker sig för grundlighet och sammvetsgrannhet, och det senare arbetet var i sitt slag enastående.
En mängd specialavhandlingar av Barfoed i danska och utländska tidskrifter vittnar om en sällsynt ihärdighet i experimenten. Uppsala universitet kallade honom till medicine hedersdoktor vid jubelfesten 1877. Barfoed erhöll avsked 1887. Han invaldes 1876 i styrelsen för Carlsbergs-fonden och blev 1886 dess ordförande.

## Utmärkelser
- Riddare av Dannebrogorden,  1867[2]
- Dannebrogsmännens hederstecken,  1878[2]
- Kommendör av Dannebrogorden,  1887[2]

[Redigera Wikidata]